# モンジョワ＝サン＝マルタン
モンジョワ＝サン＝マルタン （Montjoie-Saint-Martin）は、フランス、ノルマンディー地域圏、マンシュ県のコミューン。

## 地理
モンジョワ＝サン＝マルタンは、アヴランサン地方南部にあり、コグレ地方との境界に位置する。町はサン＝ジャムの東3km、デュセの南11km、ルヴィニェ・デュ・デゼールの北西15km、サンティレール・デュ・アルクエトの西17kmに位置する.。
コミューンで最も標高が高いのは、北東部にあるサン・ドニ礼拝堂の188mである。最も標高が低いのは、西のブーヴロン川流域である。

## 由来
1369年から1370年に、地名がde Monte Gaudiとつづられていたことが証明されている。この地名はラテン語のmons（mont、山）とgaudia（joie、喜び）からできている。
中世において、montjoieの名はモン・サン・ミシェルの巡礼へ向かう途上の道しるべとなっていた。
現在のモンジョワ＝サン＝マルタンの名が正式名称となったのは1921年である。サン＝マルタンとは教区の守護聖人、トゥールのマルティヌスを意味する。

## 歴史
モンジョワの高尚さは、その名が巡礼地に近いことからモン・サン・ミシェルにちなんでいることにあり、巡礼を終えた人々がこの地を通過する特権を得ていた。

## 人口統計
| 1962年 | 1968年 | 1975年 | 1982年 | 1990年 | 1999年 | 2006年 | 2012年 |
| ------ | ------ | ------ | ------ | ------ | ------ | ------ | ------ |
| 339    | 322    | 288    | 285    | 268    | 263    | 270    | 266    |

source=1999年までLdh/EHESS/Cassini、2004年以降INSEE

## 史跡

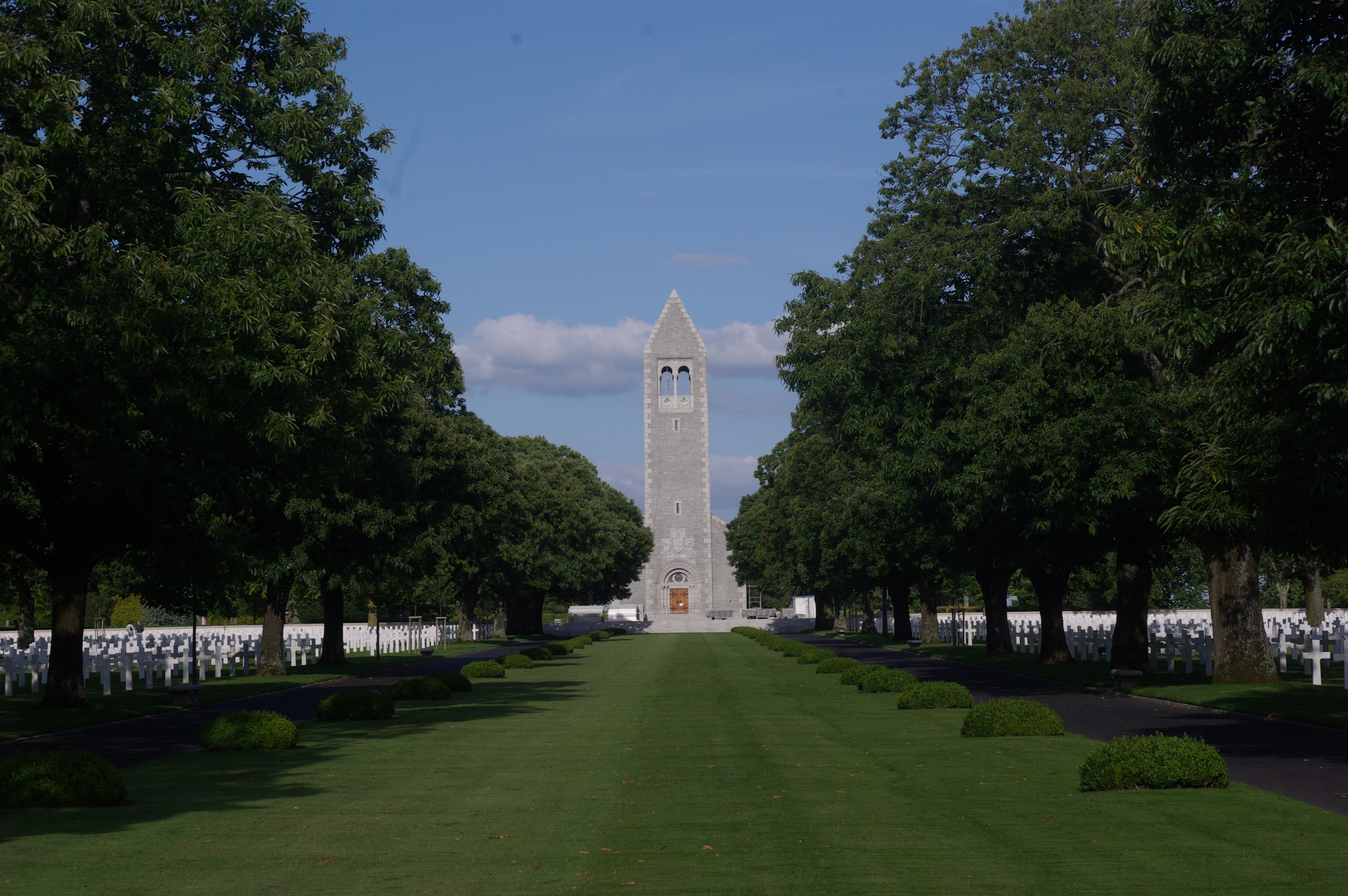
アメリカ軍人墓地

- サン・ドニ礼拝堂 - 16世紀から17世紀。モン・サン・ミシェル巡礼の巡礼場所
- サン・マルタン教会 - 18世紀。
- サン・ジャム・アメリカ軍人墓地 - モンジョワ＝サン＝マルタン内にある。第二次世界大戦において、ノルマンディー及びブルターニュで戦死したアメリカ軍人4410人の遺体が埋葬されている。